# Miconia carvalhoana
Miconia carvalhoana är en tvåhjärtbladig växtart som beskrevs av José Fernando Andrade Baumgratz och D'el Rei Sousa. Miconia carvalhoana ingår i släktet Miconia och familjen Melastomataceae. Inga underarter finns listade i Catalogue of Life.